# Transports Montreux-Vevey-Riviera
Les Transports Montreux-Vevey-Riviera (MVR) sont une entreprise ferroviaire suisse née en 2001 de la fusion des compagnies suivantes :
- Montreux–Territet–Glion–Rochers-de-Naye (MTGN), issue de la fusion en 1992 de :
  - Montreux-Glion-Rochers de Naye (MGN)
  - funiculaire Territet – Glion
- les Chemins de fer électriques veveysans (CEV, ligne Vevey–Blonay–Les Pléiades)
- le funiculaire Les Avants – Sonloup
- le funiculaire Vevey – Chardonne – Mont Pèlerin

Le chemin de fer MOB (anciennement sous le nom de GoldenPass Services) assume la gestion et l'exploitation des lignes des MVR. L'identité visuelle de l'entreprise est commune au MOB. Dans un premier temps une livrée dorée et blanche avec le nom goldenpass était appliquée sur les véhicules et depuis l'achat des ABeh 2/6 une livrée noir et crème. Cette dernière est vouée être appliquée sur tous les véhicules ferroviaires tant du MVR que du MOB. Cependant les funiculaires vont conserver leur livrée rouge historique.

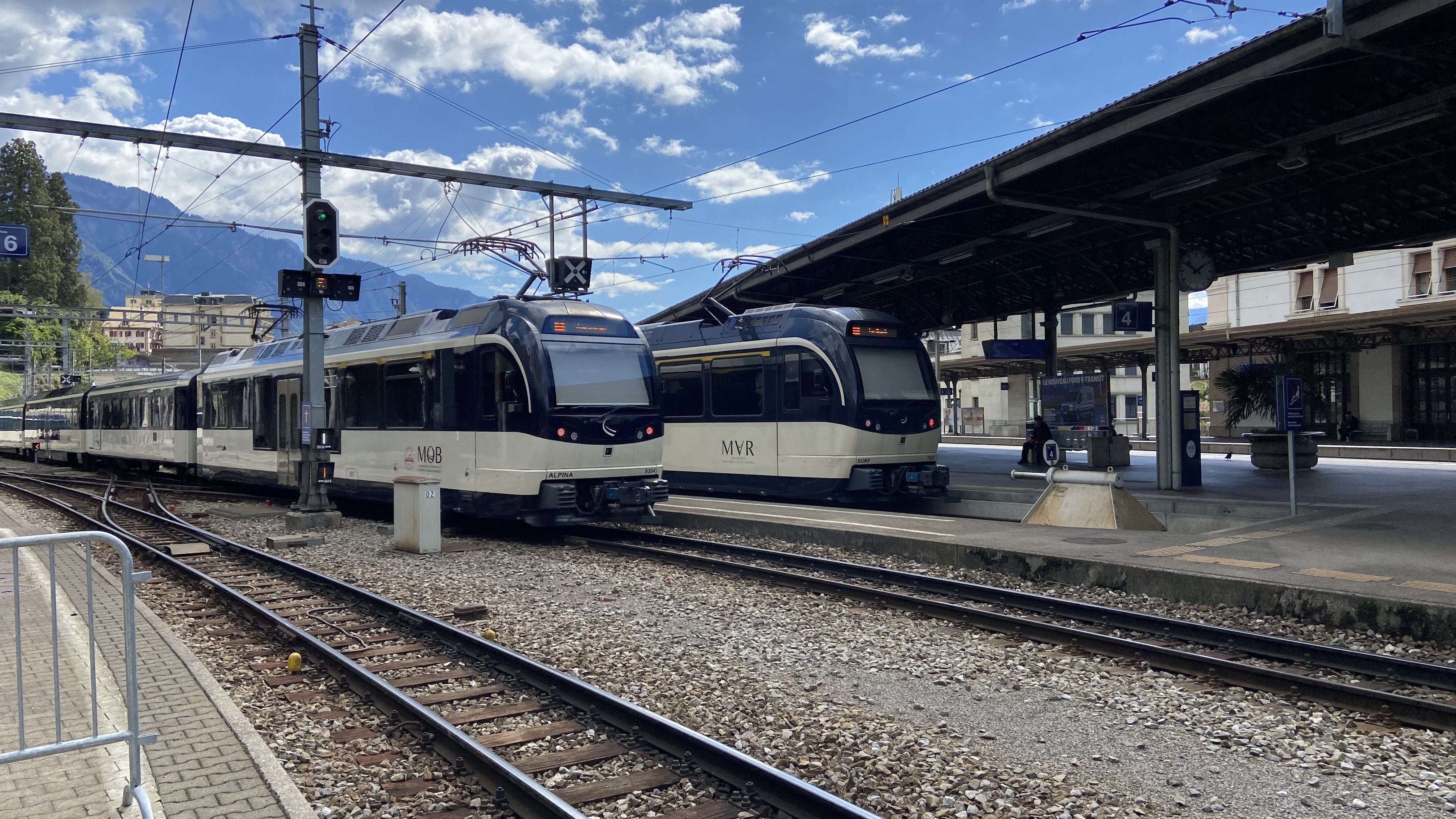
Automotrices récentes du MOB et du MVR en gare de Montreux.

## Historique

### Chemins de fer électriques veveysans

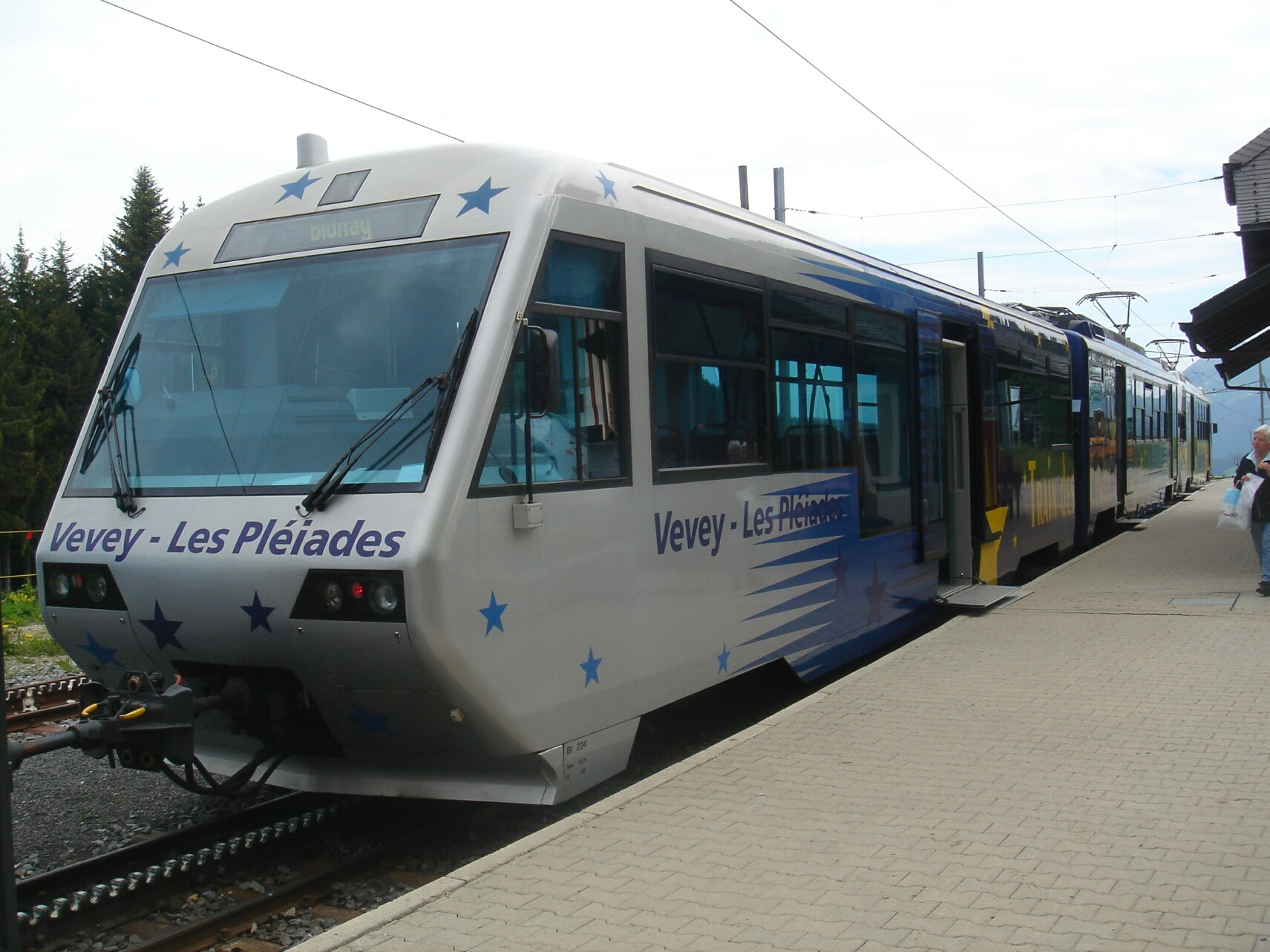
Un train en gare des Pléiades

Les travaux sur la ligne à voie métrique (1 000 mm), Vevey-Chamby, débutèrent le 5 avril 1900, avec inauguration le 1er octobre 1902. Ceux de la section St-Légier-Châtel-St-Denis, débutent le 1er mai 1902 pour se terminer le 30 mars 1904. Le prolongement de Blonay vers les Pléiades est mis en travaux le 18 avril 1910 et ouvert le 9 juillet 1911. Les gares de Blonay et de Châtel-Saint-Denis permettaient de se connecter aux réseaux du MOB et des GFM, aujourd'hui les Transports publics fribourgeois (TPF).
Au début de l'exploitation, la ligne partait du dépôt en raison de difficultés d'implantation en gare de Vevey. Ce n'est que quelques années plus tard que le départ fut installé en gare CFF. 
La ligne Blonay-Chamby est fermée au trafic le 22 mai 1966. Un comité d'initiative s'est constitué pour sa sauvegarde et ont créé le Chemin de fer-musée Blonay-Chamby et le 31 mai 1969, le tronçon St-Légier-Châtel-St-Denis est fermé.
Les sections restantes mesurent 
- 5,72 km pour Vevey-Blonay

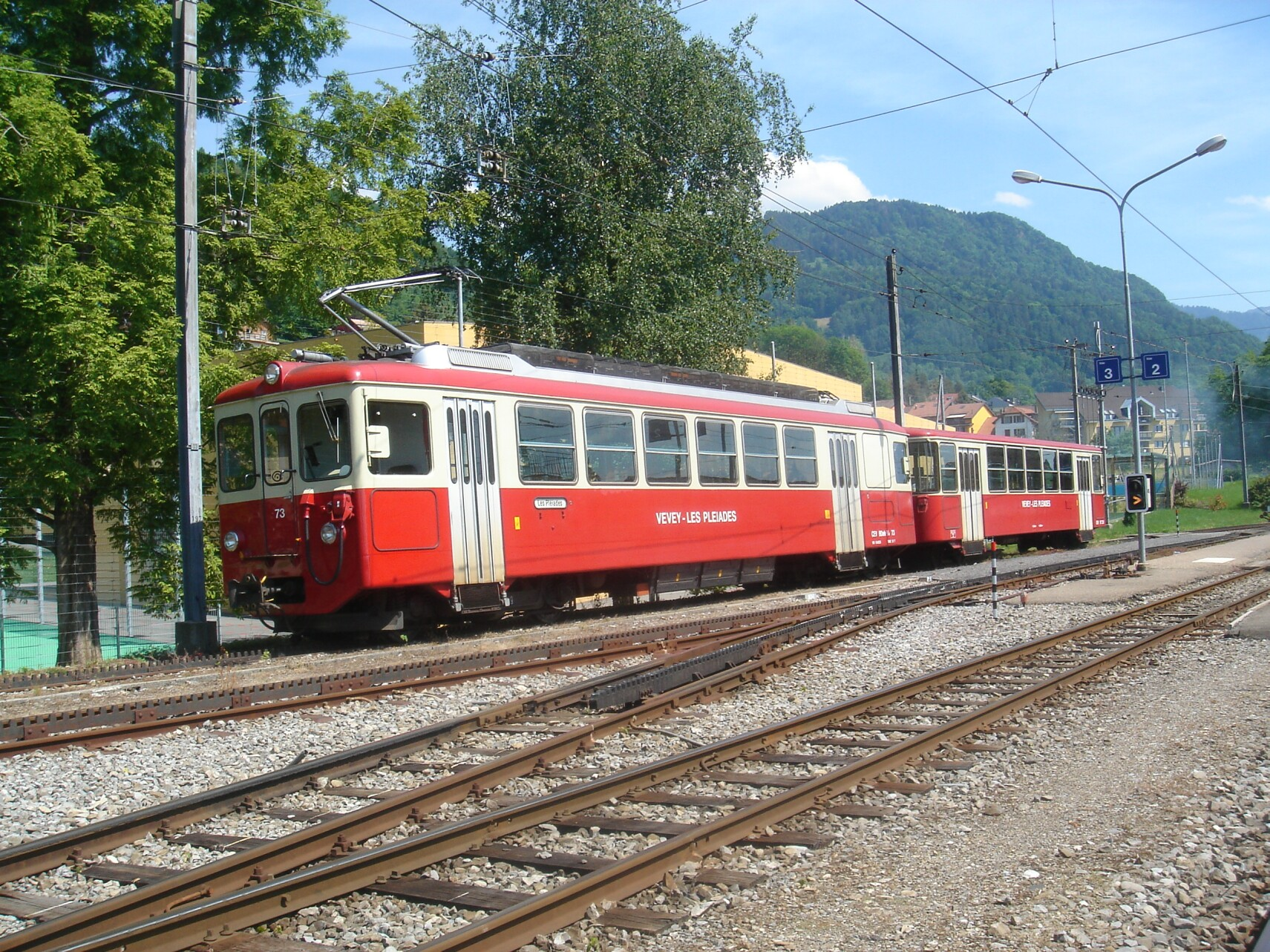
Un train en gare de Blonay

- 4,79 km pour Blonay-Les Pléiades

### Funiculaire Les Avants-Sonloup (LAS)

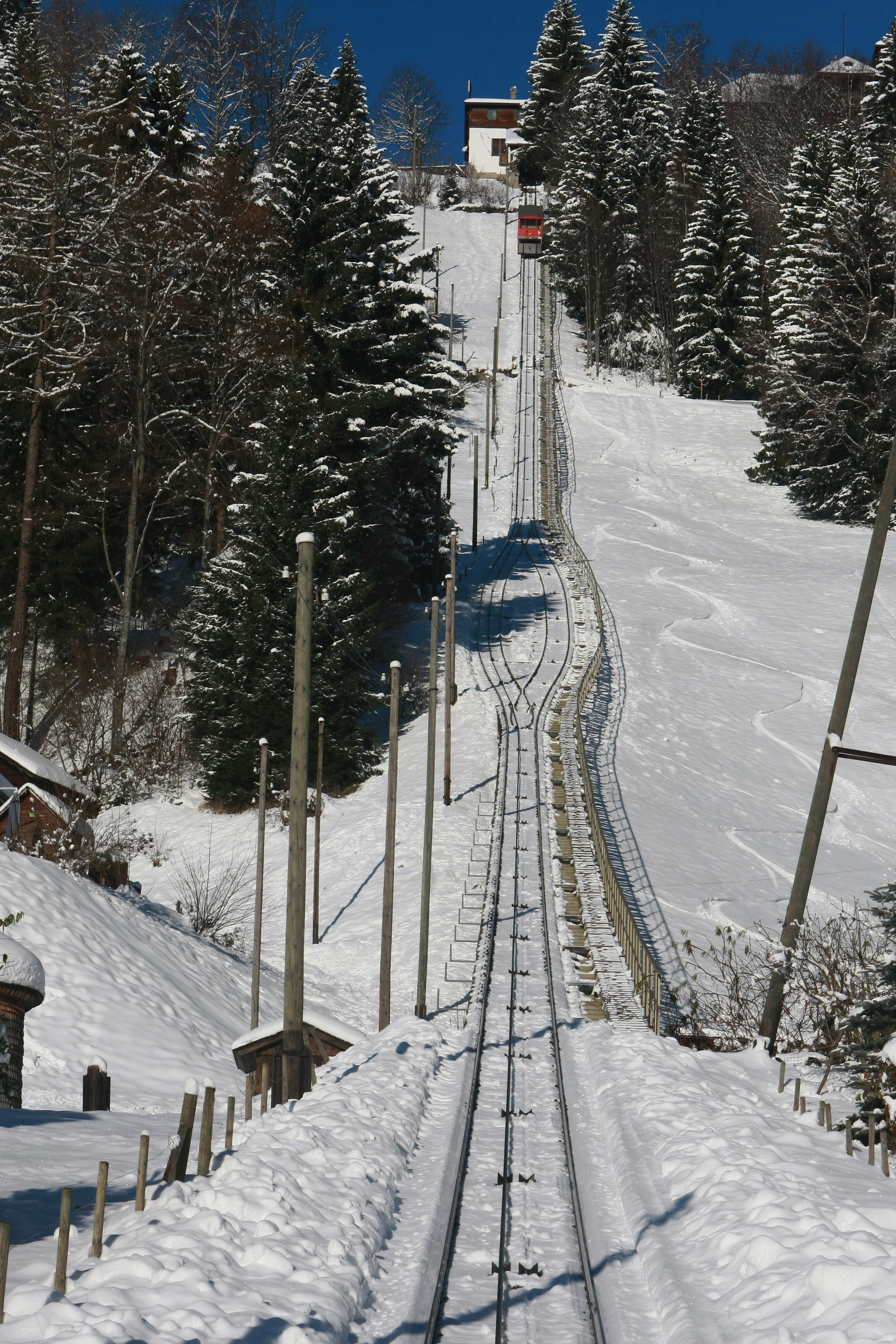
Le funiculaire Les Avants-Sonloup

La station des Avants était déjà bien connue avant la construction du chemin de fer ainsi le site de Sonloup pour son belvédère. La concession pour la construction du funiculaire fut accordée par la Confédération le 16 avril 1910 et les travaux adjugés à la maison von Roll à Berne. La mise en exploitation fut effectuée le 14 décembre 1910.

### Funiculaire Vevey–Chardonne–Mont-Pèlerin

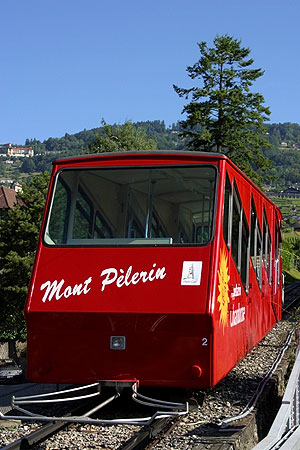
Funiculaire du Mont Pèlerin

Les travaux débutèrent en octobre 1899 et la ligne fut ouverte à l'exploitation le 24 juillet 1900. Le point de départ se situe au nord de Vevey à l'altitude de 393 mètres. La ligne mesure 1,578 km et se termine à la station du Mont Pèlerin sur la commune de Chardonne à l'altitude de 810 mètres.

### Funiculaire Territet–Glion

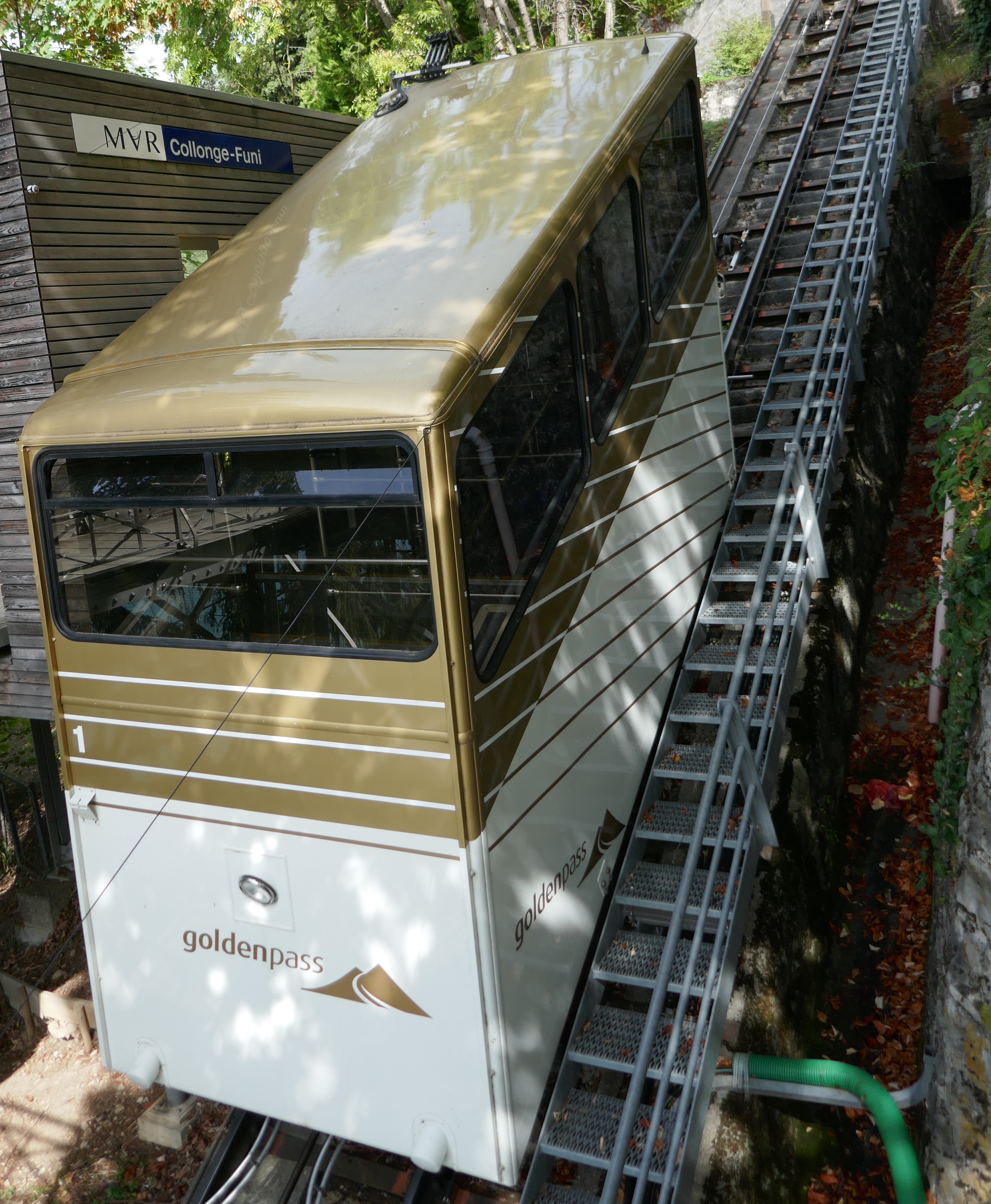
Funiculaire à la station Collogne

Construit en 1883 et rénové en 1975, ce funiculaire relie les hauteurs de Montreux aux rives du Léman et à la gare de Territet,.

## Matériel roulant

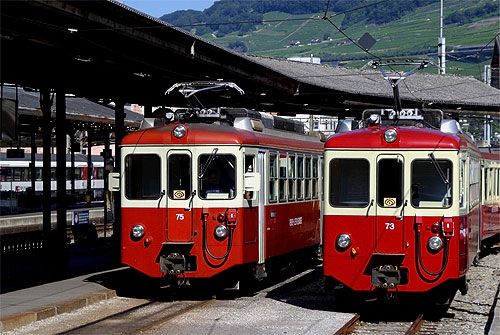
Automotrices à Vevey

Le réseau ex-CEV étant connecté au réseau du MOB, certaines ABeh circulent sur ce dernier. Pour les véhicules du service infrastructure, des échanges entre les deux réseaux sont très fréquents.
| Ligne |                       | Type et numéro | Année de construction | Remarques                                             | Photo |
| ----- | --------------------- | -------------- | --------------------- | ----------------------------------------------------- | ----- |
| CEV   | Automotrice           | ABeh 2/6 7501  | 2015-2017             |                                                       |       |
| CEV   | Automotrice           | ABeh 2/6 7502  | 2015-2017             |                                                       |       |
| CEV   | Automotrice           | ABeh 2/6 7503  | 2015-2017             |                                                       |       |
| CEV   | Automotrice           | ABeh 2/6 7504  | 2015-2017             |                                                       |       |
| CEV   | Automotrice           | ABeh 2/6 7505  | 2015-2017             |                                                       |       |
| CEV   | Automotrice           | ABeh 2/6 7506  | 2016                  |                                                       |       |
| CEV   | Automotrice           | ABeh 2/6 7507  | 2015-2017             |                                                       |       |
| CEV   | Automotrice           | ABeh 2/6 7508  | 2015-2017             |                                                       |       |
| CEV   | Locomotive électrique | HGe 2/2 1      | 1911-1913             |                                                       |       |
| CEV   | Locomotive bimode     | HGem 2/2 2501  | 2016                  | Propriété MOB, équipement crémaillère financé par MVR |       |
| CEV   | Tracteur électrique   | Te 2/2 82      | 1936                  |                                                       |       |
| CEV   | Chasse-neige          | Xrot 464       | 2016                  |                                                       |       |
| CEV   | Chasse-neige          | Xrot 91        | ?                     |                                                       |       |
| MGN   | Automotrice           | Bhe 4/8 301    | 1983                  | Livrée d'origine                                      |       |
| MGN   | Automotrice           | Bhe 4/8 302    | 1983                  | Anciennement publicité pour marmottes paradise        |       |
| MGN   | Automotrice           | Bhe 4/8 303    | 1983                  | Publicité pour Montreux-Noël                          |       |
| MGN   | Automotrice           | Bhe 4/8 304    | 1992                  | Livrée d'origine                                      |       |
| MGN   | Automotrice           | Bhe 4/8 305    | 2010                  | Livrée GoldenPass                                     |       |
| MGN   | Automotrice           | Bhe 2/4 203    | 1938                  |                                                       |       |
| MGN   | Locomotive bimode     | Hem 2/2 11     | 2013                  |                                                       |       |
| MGN   | Locomotive bimode     | Hem 2/2 12     | 2013                  |                                                       |       |
| MGN   | Chasse-neige          | Xrote 4        | ?                     |                                                       |       |
| MGN   | Voiture               | BC 2           | 1909                  |                                                       |       |
| MGN   | Voiture               | B 2            | 1892                  |                                                       |       |
| VCP   | Cabine de Funiculaire | 1              | 1993                  |                                                       |       |
| VCP   | Cabine de Funiculaire | 2              | 1993                  |                                                       |       |
| TG    | Cabine de Funiculaire | 1              | 1975                  |                                                       |       |
| TG    | Cabine de Funiculaire | 2              | 1975                  |                                                       |       |
| LAS   | Cabine de Funiculaire | 1              | 1910                  | Cabine d'origine                                      |       |
| LAS   | Cabine de Funiculaire | 2              | 1910                  | Cabine d'origine                                      |       |

Les anciens véhicules sont listés sur les pages de chaque ligne.